# Райнфельден (Баден)
Райнфельден (нем. Rheinfelden) — город в Германии, в земле Баден-Вюртемберг.
Подчинён административному округу Фрайбург. Входит в состав района Лёррах. Население составляет 32 330 человек (на 31 декабря 2010 года). Занимает площадь 62,84 км². Официальный код — 08 3 36 069.
Город подразделяется на 7 районов.

## Города-побратимы
- Вейл-оф-Гламорган (англ. Vale of Glamorgan), Уэльс
- Людвигсфельде (нем. Ludwigsfelde), Германия
- Мускрун (фр. Mosucron, нидерл. Moeskroen), Бельгия
- Райнфельден (нем. Rheinfelden), Швейцария
- Фекан (фр. Fécamp), Франция
- Энья (итал. Egna, нем. Neumarkt), Италия

## Известные уроженцы
- Рихард Курт (1908–1970), кондитер
- Анне-Софи Муттер (род. 1963), скрипачка
- Рауль Петретта (род. 1997), футболист

- Юрген Унтерманн (1928–2013), лингвист, филолог
- Андреас Хайманн (род. 1992), шахматист